# Hệ số giãn nở nhiệt
Trong khoa học vật liệu, hệ số giãn nở nhiệt của một vật liệu là một đại lượng vật lý đặc trưng cho sự thay đổi kích thước của vật liệu đó khi nhiệt độ thay đổi. Có một vài định nghĩa cụ thể cho hệ số giãn nở nhiệt:
- hệ số giãn nở nhiệt tuyến tính
- hệ số giãn nở nhiệt thể tích (hay hệ số giãn nở nhiệt toàn phần, hay nhiều khi ngắn gọn là hệ số giãn nở nhiệt)

Hệ số giãn nở nhiệt toàn phần có thể được đo cho mọi vật liệu ở các trạng thái rắn, lỏng, khí khác nhau; trong khi hệ số giãn nở nhiệt tuyến tính chỉ đo được cho vật liệu rắn.
Với đa số vật liệu, khi áp suất không đổi, thể tích hay kích thước của vật liệu tăng khi nhiệt độ tăng. Một số vật liệu  như Silic, beta-quartz, một số zeolit, graphene, zirconi tungstat, hợp kim ALLVAR 30, nước,.. lại có sự tăng kích thước tăng khi nhiệt độ giảm.
Sự giãn nở hay co lại của vật liệu khi nhiệt độ thay đổi cần được quan tâm khi thiết kế các hệ thống lớn liên kết nhiều vật liệu khác nhau, khi dùng thước đo khoảng cách, khi thiết kế hệ thống hoạt động trong dải nhiệt độ rộng,...

## Hệ số giãn nở nhiệt toàn phần
Hệ số giãn nở nhiệt toàn phần được định nghĩa bởi (Incropera, 2001 p537)
{\displaystyle \beta =-{1 \over \rho }\left({\partial \rho  \over \partial T}\right)_{P}={\frac {1}{V}}\left({\frac {\partial V}{\partial T}}\right)_{P}}
với ρ là mật độ, T là nhiệt độ, V là thể tích, các đạo hàm được tính khi áp suất P không đổi. Như vậy β là tỷ lệ thay đổi của mật độ khi nhiệt độ tăng và áp suất không đổi.
Đối với vật liệu tinh thể sự giãn nở nhiệt chỉ xảy ra khi trường lực không biến đổi theo hàm bậc hai.

## Hệ số giãn nở nhiệt tuyến tính
Hệ số giãn nở nhiệt tuyến tính tỷ lệ thay đổi độ dài dọc theo một chiều của một thanh vật liệu rắn cho mỗi độ thay đổi của nhiệt độ:
{\displaystyle \alpha ={1 \over L}{\partial L \over \partial T}}
với L là chiều dài của thanh theo chiều đã định.
Với vật liệu đẳng hướng, hệ số giãn nở nhiệt tuyến tính xấp xỉ bằng 1/3 hệ số giãn nở nhiệt thể tích.
{\displaystyle \alpha \approx {\beta  \over 3}}